# Crassicantharus norfolkensis
Crassicantharus norfolkensis là một loài ốc biển, là động vật thân mềm chân bụng sống ở biển trong họ Buccinidae, the true whels.